# Dorotea van Fornenbergh
Dorotea van Fornenbergh (geboren 1647/54; gestorben nach 1697) war eine niederländische Schauspielerin.

## Leben
Dorotea van Fornenbergh war die Tochter des Theaterregisseurs und Schauspielers Jan Baptist van Fornenbergh (1624–1697) und der Schauspielerin Helena Heusen (ca. 1622–1680). Sie hatte drei Schwestern, Susanna, Johanna und Cornelia sowie eine Halbschwester Anna, die auch alle Schauspielerinnen wurden. Ihre vier Brüder, von denen einer relativ jung starb, hatten keine Bühnenkarriere. Ihr Vater gründete 1660 in Den Haag ein eigenes Theater, in dem seine eigene Truppe auftrat. Die Familie Van Fornenbergh wohnte neben dem Theater.
Auf der internationalen Tournee begleitete Dorothea van Fornenberghs die Truppe ihres Vaters im Jahr 1665. Diese dauerte zwei Jahre und Stationen waren Altona, Reval, Stockholm, Riga und Kopenhagen. Dorothea gehörte wahrscheinlich zu der Truppe, die am 22. Februar 1667 das neue Hoftheater in Stockholm mit einer Aufführung des Gelegenheitsstücks „Stockholms Parnas orte Inwijdingh“ des Königlichen Theaters in niederländischer Sprache einweihte, gefolgt von der Tragödie „Die Hochzeit von Orondates und Statira“. An einer weiteren Reise nahm sie im Jahr 1672 teil. Dabei war sie im Juni des Jahres auch Taufzeugin für einen Sohn ihrer Schwester Johanna in Hamburg. Von 1678 bis 1679 stand sie auf der Bühne des Theaters ihres Vaters in Den Haag. Sie verließ 1681, kurz nach dem Tod ihrer Mutter ebenso wie ihre Schwester Cornelia, ihrem Vater und ihre Schwester Johanna die Bühne. Im Juli 1681 drückte sie vor dem Reformierten Kirchenrat in Den Haag ihr Bedauern über ihre „schändliche Lebensführung“ aus, um ein bekennendes Mitglied zu werden. Danach trat Dorothea nie wieder auf.
Ein Jahr später heiratete ihr Vater Maria Nozeman und sie lebte bis zu ihrer Hochzeit mit Johan Gal Hauman, die vor dem 26. September 1696 stattgefunden hat, bei ihrem Vater in Den Haag. Aus der Ehe sind keine Kinder hervorgegangen. Mit ihrem Mann zog sie nach Kassel, wo sie 1697 lebte. Dort lebten auch ihr Bruder Johan, der Münzmeister im Dienste des Landgrafen von Hessen-Kassel war und ihre Schwester Susanna, die mit einem Hamburger Kaufmann verheiratet war. Ihr Vater Jan Baptist van Fornenbergh starb 1697 in ihrem Haus, sein Erbe wurde unter seinen sechs noch lebenden Kindern aufgeteilt. Zum Nachlass gehörten das Haager Theater mit angrenzenden Häusern, ein Haus in Den Haag und Anleihen im Wert von 15.000 Gulden. Während der Abwicklung dieser Erbschaft tauchte Dorothea van Fornenberghs Name zuletzt in den Archiven auf. Es ist nicht bekannt, wo und wann sie starb.